# Pterolophosoma otiliae
Pterolophosoma otiliae là một loài bọ cánh cứng trong họ Cerambycidae.